# Bayreuther Zentrum für Ökologie und Umweltforschung

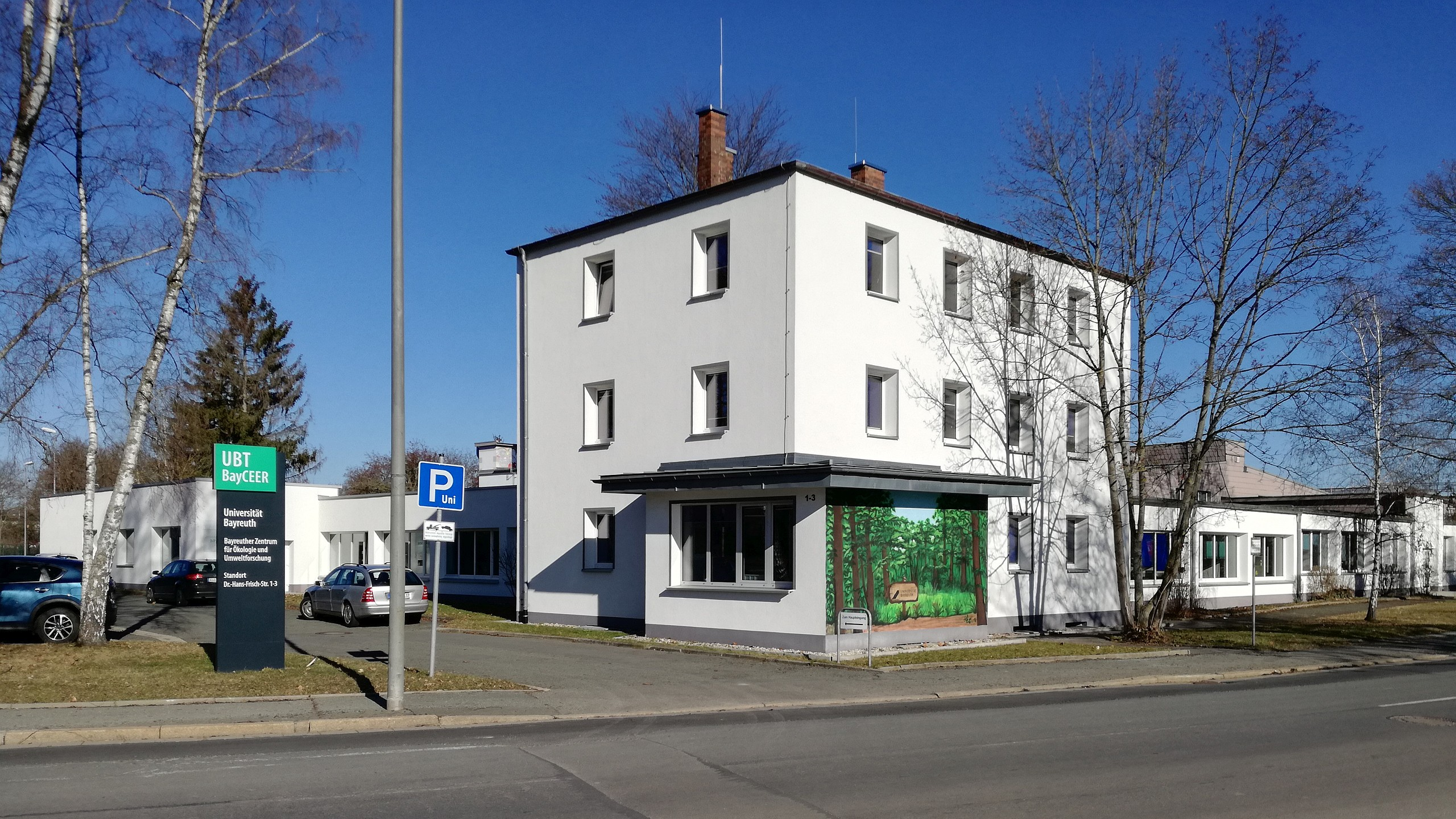
Außenstelle des BayCEER in der Dr.-Hans-Frisch-Straße

Das Bayreuther Zentrum für Ökologie und Umweltforschung / Bayreuth Center for Ecology and Environmental Research (BayCEER) ist eine 2004 gegründete zentrale wissenschaftliche Einrichtung an der Universität Bayreuth.

## Geschichte
Das BayCEER ging aus dem Bayreuther Institut für Terrestrische Ökosystemforschung (BITÖK) hervor, das von 1989 bis 2004 vom damaligen Bundesministerium für Forschung und Technologie (BMBF) (heute Bundesministerium für Bildung und Forschung), als eines von deutschlandweit drei Ökosystemforschungszentren an der Universität Bayreuth gefördert wurde. Aufbauend auf die Waldschadensforschung der 80er Jahre zielte die Forschung im BITÖK darauf ab, die Stabilität und Belastbarkeit von Ökosystemen abzuschätzen und die nachhaltige Nutzung der vielfältigen Waldfunktionen zu bewerten. Das BITÖK war 1989 als „Institut auf Zeit“ für 15 Jahre gegründet worden und wurde mit Ablauf der BMBF-Förderung Ende 2004 in das BayCEER überführt. Heute vertritt es den gesamten interdisziplinären Forschungsschwerpunkt Ökologie und Umweltwissenschaften, der schon seit der Gründung der Universität im Jahr 1975 besteht.

## Struktur
Das BayCEER bündelt die Kompetenz und fördert den wissenschaftlichen Austausch im Profilfeld Ökologie und Umweltwissenschaften, einem der international sichtbaren Forschungsfelder der Universität Bayreuth, sowie den Transfer von Forschungsergebnissen in die Praxis. Im BayCEER vertreten sind mit ca. 80 Mitgliedern rund 30 Arbeitsgruppen aus Biologie und Geowissenschaften an der Fakultät für Biologie, Chemie und Geowissenschaften. Das BayCEER wird von einem fünfköpfigen Leitungsgremium geführt und unterhält zentrale Labore, Messflächen und Service-Einrichtungen. Das BayCEER schafft Schnittstellen für den interdisziplinären Austausch innerhalb des Profilfelds Ökologie und Umweltwissenschaften an der Universität Bayreuth im Rahmen des während der Vorlesungszeit wöchentlich stattfindenden BayCEER-Kolloquiums und des jährlichen BayCEER-Workshops. Der Austausch mit der internationalen wissenschaftlichen Community wird auch durch die Ausrichtung von Workshops und Konferenzen durch das BayCEER gefördert. Unter anderem wurde 2007 der 56. Deutsche Geographentag (ab 2015 Deutscher Kongress für Geographie), 2009 die 39. Jahrestagung der Gesellschaft für Ökologie, 2014 die BIOGEOMON (8th International Symposium on Ecosystem Behavior) und zuletzt im Jahr 2015 die 7. biennalen Konferenz der International Biogeography Society in Bayreuth durch das BayCEER ausgerichtet. Das BayCEER ist zudem Träger eines strukturierten Promotionsprogramms (PhD program for Ecology and Environmental Research, PEER) und verlegt mit dem Bayreuther Forum Ökologie und den Bayreuther Bodenkundlichen Berichten eigene Schriftenreihen. Die Mitglieder des BayCEER unterhalten zahlreiche Kooperationen auf internationalem Niveau und zeichnen sich durch einen hohen Forschungsoutput in hochrangigen wissenschaftlichen Journals aus.

## Gliederung
Zentrale Einrichtungen/Serviceeinheiten des BayCEER
- Großgerätezentrum BayCenSI[1](Center of Stable Isotope Research in Ecology and Biogeochemistry) als wissenschaftlich-technische Einrichtung
- Keylab Experimentelle Biogeochemie betreibt die chemische Analytik als wissenschaftlich-technische Einrichtung (BayCEER-Analytik)
- Labor Genomanalytik & Bioinformatik unterstützt konzeptionell und technisch Forschung und Lehre durch breites Spektrum moderner molekular-genetischer Analysemethoden
- Arbeitsgruppe EDV und Datenbanken (BayCEER-EDV) entwickelt und betreibt ein flexibles, modulares Umweltdatensystem für Sensordatenerfassung, Speicherung und wissenschaftliche Auswertung, ein datenbankgestütztes Content-Management-System sowie eine Tagungsmanagement-Software
- Geschäftsstelle des BayCEER

Einrichtungen/Arbeitsgruppen der BayCEER-Mitglieder
- Agrarökologie
- Biogeografie
- Boden Biogeochemie
- Bodenökologie
- Bodenphysik
- Didaktik der Biologie
- Evolutionäre Tierökologie
- Funktionelle und Tropische Pflanzenökologie
- Geomorphologie
- Hydrologie
- Hydrologische Modellierung
- Klimatologie
- Limnologische Forschungsstation
- Mikrometeorologie
- Mykologie
- Ökologisch-Botanischer Garten (Zentrale Einrichtung der Universität Bayreuth)
- Ökologische Mikrobiologie
- Ökologische Modellbildung
- Pflanzengenetik
- Pflanzenökologie
- Pflanzenphysiologie
- Pflanzensystematik
- Populationsökologie der Tiere
- Professur für ökologische Dienstleistungen
- Sportökologie
- Störungsökologie
- Tierökologie I
- Umweltgeochemie

Zugeordnete Sammlungen
- Paläobotanische Sammlung Rossmann auf dem Campus der Universität Bayreuth in unmittelbarer Nachbarschaft zum Ökologisch-Botanischen Garten
- Herbarium der Universität Bayreuth als Teil des Ökologisch-Botanischen Gartens (Verwahrung und Kuratierung 35.000 gepresster, getrockneter und aufgezogener Pflanzenbelege)

## Forschungsinhalte
Die Forschungsfelder am BayCEER erfordern ein fächerübergreifendes Verständnis der Mechanismen und Strukturen natürlicher Systeme und Lebensgemeinschaften:
- Globaler Wandel: Konsequenzen, Prognosen und Vorbeugung[2]
- Biodiversität: Verbreitung, Funktion und Erhaltung[3]
- Ökosysteme: Funktion und Leistungen[4]
- Umwelt- und Naturschutz: Strategien und Umsetzung[5]

## Herausgegebene Schriften
- Bayreuther Forum Ökologie (Schriftenreihe seit 1993, ISSN 0931-6442)
- Bayreuther Bodenkundliche Berichte (Schriftenreihe von 1987 bis 2003, ISSN 0944-4122)